# Коломенська (станція метро)
55°40′41″ пн. ш. 37°39′50″ сх. д. / 55.67806° пн. ш. 37.66389° сх. д.
«Коломенська» (рос. Коломенская) — проміжна станція Замоскворіцької лінії Московського метрополітену. 
Розташована між станціями «Технопарк» і «Каширська», на межі районів «Нагатіно-Садовники» і «Нагатінський Затон» Південного адміністративного округу міста Москва.
12 листопада 2022 — 9 травня 2023 була  закрита через реконструкцію тунелю на дистанції «Царицино» – «Кантемировська».
Станція відкрита 11 серпня 1969 у складі дільниці «Автозаводська» — «Каховська»). 
Назва — по музею-заповіднику «Коломенське», що знаходиться поблизу (у проєкті станція носила назву «Нагатіно»).

## Вестибюлі
Наземні вестибюлі відсутні. Вихід у місто здійснюється через підземні переходи на проспект Андропова і Нагатинську вулицю, а також до кінотеатру «Орбіта». На станції два виходи у місто.

## Технічна характеристика
Конструкція станції — колонна трипрогінна мілкого закладення (глибина закладення — 9 метрів). Споруджена за типовим проєктом, відомому в народі як «сороконіжка». На станції два ряди по 40 колон. Відмітна особливість колон в тому, що вони мають в поперечному перерізі форму правильного восьмикутника. (Зазвичай на станціях, побудованих за цим типовим проєктом, колони в перерізі квадратні). Крок колон — 4 метри. Відстань між осями рядів колон — 5,9 м. Частина перегону «Автозаводська» — «Коломенська» наземна та проходить по Нагатінському метромосту над Москвою-рікою.

## Колійний розвиток
Станція без колійного розвитку.

## Пересадки
- Автобуси: 156, 219, 299, 351, 608, 670, 670к, 724, 751, 820, 901, т67, н13;
- Трамваї: 47, 49

## Оздоблення
Колійні стіни оздоблені жовтою керамічною плиткою (знизу декоровано сірим мармуром), колони — сірим мармуром; підлога викладена гранітом сірого (по краях) і червоного (у центрі) кольорів. Станцію прикрашають карбовані мідні вставки «З чого починається Батьківщина» (леви, русалка, жар-птиця, півні) роботи скульптора Є. М. Ладигіна.